# 상크티스피리투스주

상크티스피리투스 주의 위치

상크티스피리투스주(스페인어: Provincia de Sancti Spíritus)는 쿠바 중부에 위치한 주로 주도는 상크티스피리투스이며 면적은 6,779.81km2, 인구는 465,468명(2010년 기준)이다.
북쪽으로는 대서양, 동쪽으로는 시에고데아빌라 주, 남쪽으로는 카리브해, 서쪽으로는 시엔푸에고스 주, 북서쪽으로는 비야클라라 주와 접한다. 8개 지방 자치체를 관할한다.